# Sanicula elata
Sanicula elata là một loài thực vật có hoa trong họ Hoa tán. Loài này được Buch.-Ham. ex D. Don miêu tả khoa học đầu tiên năm 1825.